# Marge and Homer Turn a Couple Play
«Marge and Homer Turn a Couple Play» (с англ. — «Мардж и Гомер спасают чужой брак») — заключительная, двадцать вторая, серия семнадцатого сезона мультсериала «Симпсоны».

## Сюжет
В новостях Кент Брокман объявляет, что команда «Спрингфилдские изотопы» приобрела выдающегося бейсболиста, Бака Митчела, и вся семья Симпсонов идет на стадион смотреть игру. Новый игрок действительно показывает высокий класс игры, но лишь до тех пор, пока в перерыве с музыкальным номером не выступает его жена, популярная певица Табита Викс. В крайне откровенном костюме она поет песню фривольного содержания, и это выбивает Бака из колеи. Всю последующую игру он постоянно мажет, что вызывает неудовольствие болельщиков. Чтобы разрядить обстановку, на стадионном телевизионном экране случайным образом показывают супружеские пары, пришедшие на стадион и сидящие на трибунах. Попавшая на экран парочка, по условиям игры, должна поцеловаться. Камера переходит на Гомера с Мардж, и они целуются. Это видит весь стадион, и Бак Митчел в том числе.
Тем же вечером Бак приходит к Симпсонам в гости. Он поясняет, что не одобряет музыкальную карьеру жены, и из-за этого его брак испытывает серьёзные проблемы. На стадионе, глядя на целующихся Мардж и Гомера, он решил, что их брак наверняка счастливый, и поэтому он просит их быть их с Табитой брачными консультантами. Мардж сомневается, что их с Гомером брак может быть образцом для подражания, но, тем не менее, соглашается помочь.
Благодаря усилиям Симпсонов (в основном, Мардж) отношения между Табитой и Баком мало-помалу нормализуются. Вследствие этого Бак вновь возвращается в форму, а Табита продолжает выступать на сцене.
После одного из концертов Табиты Гомер заходит к ней в раздевалку, чтобы поздравить с успехом. В благодарность Табита дает ему куриную ножку и просит, раз уж его руки уже испачканы жиром, помассировать ей шею. Стоны блаженства, издаваемые Гомером во время поедания куриной ножки, из-за двери раздевалки своей жены слышит Бак Митчел. Поняв их превратно, он врывается в раздевалку и устраивает там сцену ревности. Таким образом, все усилия Мардж по спасению брака Табиты и Бака пропадают зря.
Гомер хочет во что бы то ни стало помирить Бака и Табиту, но Мардж, недовольная его поведением, отказывается ему помогать. Однако когда некоторое время спустя Табита сообщает ей, что решила расстаться с Баком, Мардж отговаривает её.
Во время очередного бейсбольного матча Гомер угоняет дирижабль «Дафф» и пишет на его табло якобы от имени Табиты признание в любви. Бак видит надпись и, воодушевлённый, с такой силой отбивает мяч, что тот сбивает дирижабль. Дирижабль падает на поле, и Бак бежит спасать свою жену, но находит там лишь Гомера, которого хочет поколотить. Но в это время на стадионном телевизионном экране появляется Табита и, на сей раз уже по-настоящему, признается своему мужу в любви. Это спасает их брак.

## Факты и культурные отсылки

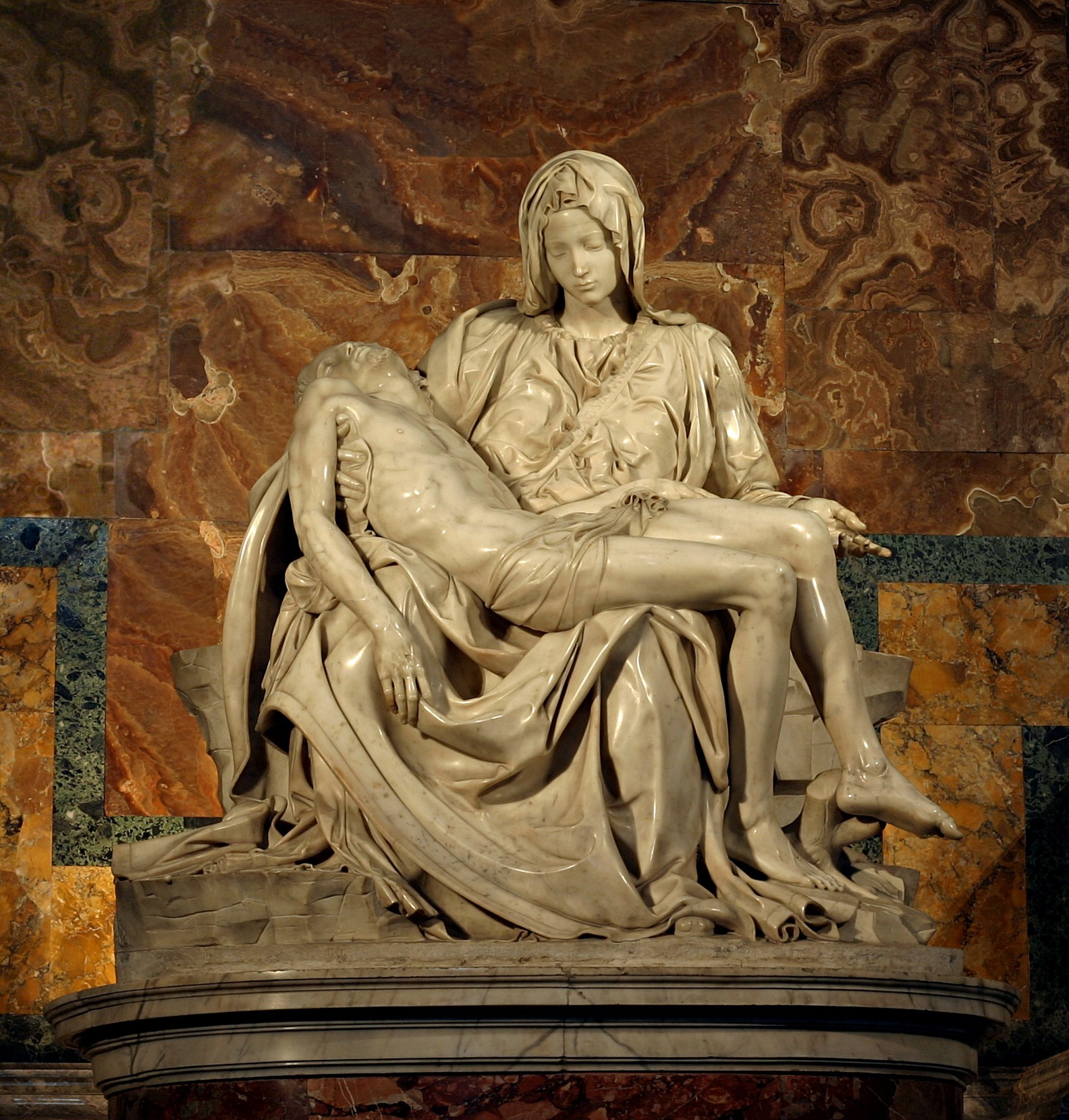
Pietà

- Логотип телесериала «Hunch», который семья смотрит по телевизору в начале серии — отсылка к американскому документальному телесериалу «Cops».
- Одна из песен Табиты Викс — пародия на песню «Toxic» Бритни Спирс.
- Фотография Мардж и Гомера, показанная в новостях — отсылка к статуе Микеланджело «Pietà».
- Шрифт надписей на экране во время выступления Табиты позади неё («vows», «monogamy» и т. д.) — отсылка к фильму «Заводной апельсин» Стенли Кубрика.
- Фраза комментатора про дирижабль с надписью — отсылка к песне «Whole Lotta Love» группы «Led Zeppelin».